# Spanish Guitar
"Spanish Guitar" är en låt framförd av den amerikanska sångaren Toni Braxton, inspelad till hennes tredje studioalbum The Heat (2000). Låten skrevs och producerades av Braxtons tidigare samarbetspartners Diane Warren och David Foster. "Spanish Guitar" är en långsam ballad med starka influenser av latinomusik. Den blandar de musikaliska stilarna latinopop, vuxenpop och R&B. Texten beskriver framförarens önskan att få spendera natten med en gitarrspelande främmande man. "Spanish Guitar" remixades av flera disc jockeys och dessa versioner gavs då en snabbare takt och influerades av spansk danspop och flamenco.
"Spanish Guitar" gavs ut som den andra singeln från The Heat i Europa och övriga delar av världen utanför USA. Låtens framgångar varierade stort mellan länder. Den blev en hit i Brasilien, Kroatien, Polen och Tjeckien och nådde topp-trettio på flera andra länders singellistor. I Storbritannien var låten en av Braxtons mest streamade låtar år 2019. I Braxtons hemland gavs "Spanish Guitar" en begränsad utgivning av LaFace och den blev därför en måttlig framgång i landet. Dansremixerna blev populära i gayklubbar vilket hjälpte Braxton säkra förstaplatsen på danslistan Hot Dance Club Play. 
Efter utgivningen mottog låten blandad kritik. Några musikjournalister lyfte fram den som ett av de bättre spåren på The Heat medan andra beskrev den som "onödigt dramatisk" och "smörig". År 2017 rankade Billboard låten på deras lista över Braxtons tjugofem bästa låtar i karriären. Musikvideon till låten regisserades av Braxtons tidigare samarbetspartner Bille Wooddruff. Fram till februari år 2022 hade videon fått 75 miljoner visningar på Braxtons Youtube-kanal. Braxton framförde "Spanish Guitar" live vid den amerikanska prisceremonin American Music Awards år 2001. Hon har därefter ofta framfört låten på sina konsertturnéer, inklusive Libra Tour (2006) och As Long As I Live World Tour (2017).

## Bakgrund och inspelning
Braxton påbörjade arbetet på ett tredje studioalbum tidigt under 1999. Arbetet var försenat från start efter att Braxton stämt sitt skivbolag LaFace Records och dess ägare Arista Records. Braxton hade inte fått tillräckligt stor del av vinsten från albumen Toni Braxton (1993) och Secrets (1996) vilket resulterat i att hon tvingats ansöka om personlig konkurs. En rättslig process pågick under större delen av år 1998. I september år 1999 rapporterade Billboard att Braxton spelat in låten "Spanish Guitar" som skulle inkluderas på hennes kommande album The Heat. Albumet var först planerat att ges ut i maj år 1999 men datumet flyttades fram till mars år 2000. The Heat gavs slutligen ut i april år 2000. Likt föregående album av Braxton blev The Heat en ytterligare kommersiell framgång och mottog dubbelt platinacertifikat av RIAA efter utgivningen. Albumets huvudsingel "He Wasn't Man Enough" nådde andraplatsen på den prestigefyllda singellistan Hot 100.
"Spanish Guitar" var en av två låtar som Braxtons frekventa samarbetspartner Diane Warren skrev till The Heat. Warren hade dessförinnan skrivit Braxtons listetta "Un-Break My Heart" (1996). I en intervju med den Brasilianska webbplatsen UOL JC kommenterade Warren: "Den är en av de bästa låtarna jag någonsin skrivit. Jag gillar den bättre än 'Un-Break My Heart'. Den får mig att må bra." Den producerades av David Foster och spelades in av Felipe Elgueta som även skrev låtens spanskspråkiga delar. Braxtons sång spelades in vid Chartmaker Studios i Los Angeles, Kalifornien. Den ljudmixades av Mick Guzauski och Tom Bender vid Barking Doctor i New York, New York.

## Komposition och remixversioner
"Spanish Guitar" är en långsam ballad med starka influenser av latinomusik, vars rytm har beskrivits som medryckande. Låten består av en blandning av stilarna latinopop, vuxenpop och R&B. Den "luftiga" och "dramatiska" kompositionen är jämförbar med "Un-Break My Heart" och har beskrivits som ett typisk Foster-produktion. Den är uppbyggd kring spansk gitarr men den innehåller även piano och Braxton som, enligt Billboard, "flexar" sitt röstomfång. Enligt notblad publicerade på Musicnotes.com av Alfred Publishing har "Spanish Guitar" ett långsamt tempo och utgår från 61 taktslag per minut. Kompositionen är skriven i tonarten E-dur och Braxtons sång sträcker sig från tonen E3 till G5. Konceptuellt har "Spanish Guitar" beskrivits som en "smäktande kärleksballad". Låttexten beskriver framförarens känslor kring lust och begär för en gitarrspelande främmande man. Sångtexten är en inbjudan till mannen att "spela henne hela natten". The New York Post ansåg att textverserna: "I want to be in your arms like a Spanish guitar, all night long" förmedlade framförarens starka längtan efter lust och passion.
"Spanish Guitar" remixades till att bli en "dansklubb-låt" i upptempo av flera disc jockeys. Hex Hectors och Mac Quayles skapade en version med namnet "HQ2". Kompositionen har en spansk danspop-känsla och innehåller spanska gitarrer samt maracas och ett flamenco-influerat drop. Duon Royal Garden skapade versionen "Royal Garden's Flamenco's Mix" som Jose F. Promis från Allmusic beskrev som mer "tillbakalutad".

## Utgivning och mottagande
LaFace valde att inte ge ut "Spanish Guitar" i USA då en lansering av låten skulle krocka med singelutgivningen av "Just Be a Man About It". Låten fick istället en begränsad utgivning i landet; remixversioner skickades till nattklubbar i september år 2000. Den skickades till amerikanska radiostationer som spelade formaten Rhythmic contemporary och Urban AC den 7 november 2000. I övriga delar av världen gavs "Spanish Guitar" ut officiellt som den andra singeln från The Heat. LaFace investerade dessvärre inte i någon större marknadsföringskampanj för utgivningen. I Europa gavs "Spanish Guitar" ut via BMG. Inför lanseringen ingick bolaget i ett samarbete med webbläsaren Lycos Music där låten kunde laddas ner gratis och spelas fritt i 14 dagar. År 2005 inkluderades remixversionen "Joe Claussell's Main Mix" på Braxtons första remixalbum Un-Break My Heart: The Remix Collection.
Efter utgivningen har "Spanish Guitar" mottagit blandad kritik från musikjournalister. Jose F. Promis från Allmusic ansåg att "Spanish Guitar" hade potential att bli en "stor hitlåt" om den hade getts ut kommersiellt i USA. Stephen Thomas Erlewine från samma webbplats lyfte fram låten som en av de bästa på The Heat. Colin Ross från Popmatters var mindre positiv till låten som han beskrev som "smörig" samt "onödigt dramatisk och oinspirerande". Rolling Stone ansåg att "Spanish Guitar" höll sig "inom ramarna för mainstream-R&B" och att den var en klon av "Un-Break My Heart". Edward Bowser från Soul In Stereo lyfte fram låten som en av de bättre på albumet. Joachim Gauger från den tyska webbplatsen Laut.de beskrev låten som "fruktansvärt svulstig R&B" medan Patrik Hamberg från Dagensskiva.com ansåg att den var ett "lågvattenmärke". Matthew Hocter från webbplatsen Albumism.com ansåg att jämförandet med "Un-Break My Heart" var "ofrånkomligt" tack vare låtarnas likheter. År 2017 rankade Billboard låten på plats tjugotre på deras lista över Braxtons tjugofem bästa låtar i karriären.

## Kommersiell respons
Efter utgivningen blev "Spanish Guitar" en måttlig framgång I USA för Braxton och singeln sålde mindre än förväntat jämfört med föregångaren "He Wasn't Man Enough". Remixversionerna av låten blev dock populära i gayklubbar och hjälpte Braxton säkra förstaplatsen på Billboards danslista Hot Dance Club Play. På årssammanfattningen av listan så rankades "Spanish Guitar" på sjuttondeplatsen. Låten blev en topp-tjugo notering på singellistan Adult Contemporary och stannade på den i totalt fjorton veckor. Den gick in på Billboard Hot 100 och nådde som högst plats 98.
Internationellt hade "Spanish Guitar" varierande framgångar. I Brasilien blev låten en hit, mycket tack vare att den inkluderades på soundtracket till såpoperan Laços de Família (2000). I Kroatien och Polen nådde låten första- respektive tredjeplatsen på ländernas respektive singellistor. Den var även framgångsrik i Rumänien där den nådde tolfteplatsen på landets singellista och rankades på listans årssammanfattning för år 2000. I övriga länder nådde "Spanish Guitar" topp-trettio i Nederländerna, Tjeckien och Österrike. I Australien nådde låten som högst plats 44 singellistan utfärdad av ARIA Charts och noterades i totalt fem veckor på den. I Storbritannien år 2019 var "Spanish Guitar" en av Braxtons mest streamade låtar. Den rankades på tiondeplatsen på Official Charts Companys topplista över hennes populäraste singelutgivningar.

## Musikvideo

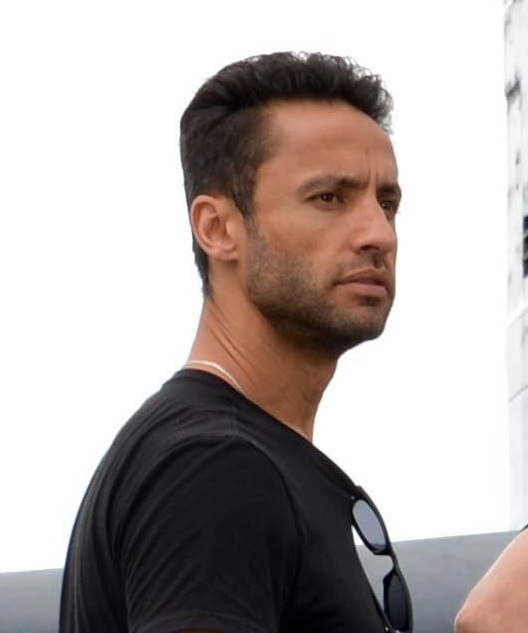
Kamar de los Reyes medverkade i musikvideon som Braxtons gitarrspelande kärleksintresse.

Musikvideon till "Spanish Guitar" regisserades av Braxtons vän och tidigare samarbetspartner Billie Woodruff. Woodruff hade dessförinnan regisserat över tio musikvideor med Braxton, däribland "You're Makin' Me High" (1996), "Un-Break My Heart" (1996), "He Wasn't Man Enough" (2000) och "Just Be a Man About It" (2001). Videon är i färg och har en speltid på 5 minuter.
Musikvideon är en bokstavlig tolkning av låttexten. Den första scenen visar Braxton i en swimmingpool bärandes en rosa baddräkt. Scenen övergår till ett trångt café där Braxtons kärleksintresse (spelad av Kamar de los Reyes) sitter och spelar på en spansk gitarr. Braxton ses framföra låten i en bikini framför en solnedgång. I nästkommande sekvenser bär hon en röd klänning och ligger i armarna på Reyes. Fram till februari år 2022 hade videon fått 75 miljoner visningar på Braxtons Youtube-kanal. Videon inkluderades på musikvideoalbumet From Toni With Love...The Video Collection (2001).

## Liveframträdanden och coverversioner
Braxton framförde "Spanish Guitar" vid prisceremonin American Music Awards år 2001. Hon framförde en dansremix av låten under turnén The Libra Tour år 2006 som stöttade hennes sjätte studioalbum Libra (2005). År 2017 inkluderades "Spanish Guitar" på låtlistan till en exklusiv konsert i Dubai vid Dubai Duty Free Tennis Stadium som marknadsförde hennes nionde studioalbum Sex & Cigarettes (2017). År 2019 inkluderades "Spanish Guitar" på låtlistan till hennes As Long As I Live Tour. Låten ingick i ett medley tillsammans med "How Could an Angel Break My Heart" (1997). I september år 2021 deltog Braxton i det amerikanska underhållningsprogrammet The Masked Singer på TV-kanalen FOX. I sina uppträdanden var Braxton maskerad till att likna en Blåsfisk. En av ledtrådarna till hennes identitet var att hon spelade en elgitarr med ordet "Guitarra", vilket var en referens till "Spanish Guitar".
År 2010 spelade den amerikanska flamenco-gitarristen Roni Benise in en cover av "Spanish Guitar" och Kimberley Locke sjöng då sången. Låten inkluderades på hans album The Spanish Guitar.

## Format och låtlistor
US Vinyl, 12", 33 ⅓ RPM, Promo 
- A Spanish Guitar [Joe Claussell Main Mix] 10:53
- B1 Spanish Guitar [JC Modulated Dub] 6:38
- B2 Spanish Guitar [Radio Edit] 4:47

US 2 x Vinyl, 12" 
- A1 Spanish Guitar [HQ2 Mix] 8:54
- A2 Spanish Guitar [HQ2 Radio Edit] 4:10
- B1 Spanish Guitar [Mousse T.'s Deep Vocal Mix] 8:32
- B2 Spanish Guitar [Mousse T.'s Radio Edit] 4:02
- C1 Spanish Guitar [Eiffel 65 Extended Mix] 6:54
- C2 Spanish Guitar [Eiffel 65 TV Edit] 6:53
- D1 Spanish Guitar [Mousse T.'s Extended Mix] 6:53
- D2 Spanish Guitar [Royal Garden Flamenco Mix] 4:34
- D3 Spanish Guitar [Album Version] 4:25

UK 	 2 x Vinyl, 12", Promo 
- A Spanish Guitar [Mousse T's Deep Vocal Mix]
- B1 Spanish Guitar [Royal Garden Remix]
- B2 Spanish Guitar [Mousse T's Gustino Dub]
- C Spanish Guitar [Mousse T's Deep Vocal Instrumental]
- D1 Spanish Guitar [Mousse T's Extended Mix]
- D2 Spanish Guitar [Mousse T's Gustino Instrumental]

UK 	 2 x Vinyl, 12", Promo 
- A1 Spanish Guitar [HQ2 Extended Mix] 8:54
- A2 Spanish Guitar [Royal Garden Flamenco Mix] 4:34
- B1 Spanish Guitar [Mousse T.'s Extended Mix] 6:53
- B2 Spanish Guitar [Eiffel 65 Extended Mix] 6:54
- C1 Spanish Guitar [Mousse T.'s Deep Vocal Mix] 8:23
- C2 Spanish Guitar [Mousse T.'s Deep Vocal Mix Instrumental] 8:32
- D1 Spanish Guitar [HQ2 Dub] 8:58
- D2 Spanish Guitar [Mousse T.'s Gustino Dub] 6:41

Germany Single 
- 1 Spanish Guitar [Radio Version] 4:20
- 2 Spanish Guitar [Royal Garden's Flamenco Mix] 4:35

Germany Maxi-CD 
- 1 Spanish Guitar [Radio Mix] 4:30
- 2 Spanish Guitar [Mousse T.'s Radio Mix] 4:07
- 3 Spanish Guitar [HQ2 Radio Edit] 4:11
- 4 Spanish Guitar [Royal Garden's Flamenco's Mix] 4:35
- 5 Spanish Guitar [Eiffel 65 Radio Edit] 4:30

Canada Maxi-CD 
- 1 Spanish Guitar [Radio Mix] 4:30
- 2 Spanish Guitar [Mousse T.'s Extended Mix] 6:30
- 3 Spanish Guitar [Mousse T.'s Deep Vocal Mix] 8:38
- 4 Spanish Guitar [HQ2 Mix] 8:54
- 5 Spanish Guitar [Royal Garden's Flamenco Mix] 4:35
- 6 Spanish Guitar [Eiffel 65 Extended Mix] 6:57

## Listor
| Lista (2000-2001)                     | Högsta listplacering |
| ------------------------------------- | -------------------- |
| Australien (ARIA Charts)              | 44                   |
| Belgien (Ultratop 50 Flandern)        | 46                   |
| Belgien (Ultratop 40 Vallonien)       | 32                   |
| Kanada Dance/Urban (RPM)              | 15                   |
| Kroatien (Hrvatska radiotelevizija)   | 1                    |
| Frankrike (SNEP)                      | 37                   |
| Tyskland (Official German Charts)     | 45                   |
| Italien (FIMI)                        | 38                   |
| Nederländerna (Dutch Top 40)          | 17                   |
| Nederländerna (Single Top 100)        | 19                   |
| Polen (Polish Airplay Charts)         | 3                    |
| Rumänien (Romanian Top 100)           | 12                   |
| Sverige (Sverigetopplistan)           | 49                   |
| Schweiz (Swiss Singles Chart)         | 36                   |
| Sydafrika (RISA)                      | 89                   |
| Tjeckien (IFPI Czech Republic)        | 24                   |
| USA Billboard Hot 100                 | 98                   |
| USA Hot R&B/Hip-Hop Songs (Billboard) | 75                   |
| USA Hot Dance Club Songs (Billboard)  | 1                    |
| USA Adult Contemporary (Billboard)    | 20                   |
| Österrike (Ö3 Austria Top 40)         | 28                   |

| Lista (2000)                       | Högsta listplacering |
| ---------------------------------- | -------------------- |
| Rumänien (Romanian Top 100)        | 94                   |
| USA Hot Dance Club Songs Billboard | 17                   |

## Utgivningshistorik
| Region   | Datum             | Format                                      | Skivbolag     | Ref.          |
| -------- | ----------------- | ------------------------------------------- | ------------- | ------------- |
| Tyskland | 25 september 2000 | CD maxi-singel CD maxi-singel (The Remixes) | Arista        | [ 61 ] [ 62 ] |
| USA      | 24 oktober 2000   | 12" vinyl                                   | LaFace Arista | [ 63 ]        |
| USA      | 7 november 2000   | Radio (Rhythmic contemporary)               | LaFace Arista | [ 19 ]        |
| USA      | 7 november 2000   | Radio (Urban ac)                            | LaFace Arista | [ 20 ]        |